# イエメン軍
イエメン軍（イエメンぐん、アラビア語：الْقُوَّاتُ الْمُسَلَّحَةُ الْيَّمَّنِيَّة、ラテン文字転写： Al-Quwwat Al-Musallahah Al-Yamaniyah）は、イエメン陸軍、イエメン海軍、イエメン空軍の三軍種で構成されるイエメンの軍隊である。
イエメン軍の法律上の最高司令官は大統領だが、事実上の指揮権はイエメン政府の長である首相が有している。
イエメン軍の管理・運営は国防省が担当する。

## イエメン陸軍
イエメン陸軍は60,000人の兵力を保有する。

## イエメン海軍
イエメン海軍は1,700人の兵力を保有している。基地がアデン、ホデイダ、ソコトラ、アルムカラ、ペリム島に存在する。
艦艇はタランタル型コルベット2隻を中心にしている。

## イエメン空軍
イエメン空軍は5,000人の人員を保有する。
MiG-21、MiG-29、F-5などを保有する。

## 準軍事組織
この他、準軍事組織として内務省の中央保安機構、沿岸警備隊をはじめ、共和国防衛隊などがある。